# ミッドナイトランディング
『ミッドナイトランディング』（Midnight Landing）はタイトーから1987年に稼動したアーケードゲームである。ゲームセンターで本格的な体感フライトシミュレーターがプレイ出来るのは当時としては画期的であり、特に航空機ファンに人気だった。ポリゴン技術が間に合わなかったため、パソコンで古くからある、ドットで夜景を表現するタイプのフライトシミュレーターとしている。但し、グラフィック以外では、本格的な操縦桿（そうじゅうかん）による操作系、英語による機内アナウンスなど、きめ細やかな演出の妙により、パイロット気分を体験できる画期的なゲームとなっていた。
同様の演出を行っているフライトシミュレーションゲームとしては、コムパックから1984年に発売されたPC用ゲームの『ザ・コックピット』に先例がある。
筐体は専用筐体で可動式、飛行機の先端を模したデザインになっている。筐体はドアを閉めると半密閉状態になり内部の状況が解らないため、別途プレイ中の画面を外部出力するモニターが付いている。

## ゲームのルール
- コインを投入しドアを閉めた後、操縦桿とスロットルレバーを青の部分にあわせて、画面に「PUSH START BUTTON」と表示されたらゲームを開始する。ドアを閉めないとセンサーが働き筐体が動かない仕組みになっている。
- 操縦桿とスロットルレバーを使い飛行機の着陸操作を行う。全ステージとも飛行中の状態から開始され、離陸は行わない。
- 様々な気象条件の中、夜間の空港を模した光の点を頼りに着陸すればクリアとなる。
- コースを左右に逸脱したり、滑走路からはずれて着陸したり、着陸時の進入角度が規定より深いとミスになる。
- 8ヶ所の空港に着陸を行う着陸ステージの全8ステージ。
- 各ステージ終了後に得点が表示される。得点は100点満点からの減点方式になっていて、一定速度で蛇行しないで降下するシルエットと実際の降下フォームに乖離があると減点の対象になる。
- 後発の『トップランディング』と異なり、1面で100点満点や99点を取ることすら至難を極め、全8ステージクリア時の最高得点である800点を出す事は風が存在するため不可能かそれに近い。2016年5月時点でのハイスコア争いの最高得点は781点である。
- 『トップランディング』とは採点方式が大きく異なり、トップランディングで満点を取るプレイをしても前述のシルエットとの乖離が大きければ非常に悪いスコアがつく。また、本作で最高の得点を取れる場所に着陸すると『トップランディング』では接地点-30を取られてしまう。

## 着陸空港
以下の順に着陸する。
- ラウンド1 - アムステルダム国際空港（スキポール空港）
- ラウンド2 - 大阪国際空港（伊丹空港）
- ラウンド3 - 東京国際空港（羽田空港）
- ラウンド4 - メルボルン国際空港
- ラウンド5 - シンガポール国際空港（シンガポール・チャンギ国際空港）
- ラウンド6 - 新東京国際空港（成田空港）
- ラウンド7 - 千歳空港
- ラウンド8 - ヒースロー国際空港（ロンドン・ヒースロー空港）